# بسکتبال قهرمانی باشگاه‌های غرب آسیا ۲۰۰۳
بسکتبال قهرمانی باشگاه‌های غرب آسیا ۲۰۰۳،ششمین دوره مسابقات جام قهرمانی غرب آسیا بود، این مسابقات از یازدهم تا سیزدهم ژوئن در تهران پایتخت ایران برگزار شد.
| تیم          | بازی | برد | باخت | گل زده | گل خورده | تفاضل | امتیاز |
| صنام         | ۳    | ۲   | ۱    | ۲۳۵    | ۲۰۵      | ۳۰+   | ۵      |
| آرنا         | ۳    | ۲   | ۱    | ۲۱۵    | ۲۰۹      | ۶+    | ۵      |
| ذوب آهن      | ۳    | ۲   | ۱    | ۱۹۸    | ۲۰۷      | ۹-    | ۵      |
| الریاضی امان | ۳    | ۰   | ۳    | ۲۱۵    | ۲۴۲      | ۲۷-   | ۳      |

## نتایج
| ۱۱ ژوئن ۱۶:۰۰ |

|  |

| الریاضی امان                                   | ۷۰–۷۵ | آرنا |
| امتیاز بر پایه وقت: ۱۴–۱۲, ۲۴–۲۱, ۲۵–۲۵, ۱۲–۱۲ |       |      |

| ۱۱ ژوئن ۱۸:۰۰ |

|  |

| صنام تهران                                    | ۷۷–۵۰ | ذوب آهن |
| امتیاز بر پایه وقت: ۳–۲۲, ۱۷–۱۶, ۱۸–۲۳, ۱۲–۱۶ |       |         |

| ۱۲ ژوئن ۱۶:۰۰ |

|  |

| ذوب آهن                                       | ۷۵–۶۳ | الریاضی امان |
| امتیاز بر پایه وقت: ۱۰–۱۸, ۱۱–۳۱, ۱۷–۱۹, ۲۵–۷ |       |              |

| ۱۲ ژوئن ۱۸:۰۰ |

|  |

| آرنا                                           | ۷۳–۶۶ | صنام تهران |
| امتیاز بر پایه وقت: ۱۵–۱۸, ۱۸–۲۰, ۱۶–۱۴, ۱۷–۲۱ |       |            |

| ۱۳ ژوئن ۱۶:۰۰ |

|  |

| صنام تهران                                     | ۹۲–۸۲ | الریاضی امان |
| امتیاز بر پایه وقت: ۱۵–۳۰, ۱۴–۱۶, ۱۳–۲۸, ۴۰–۱۸ |       |              |

| ۱۳ ژوئن ۱۸:۰۰ |

|  |

| ذوب آهن                                       | ۷۳–۶۷ | آرنا |
| امتیاز بر پایه وقت: ۳۰–۲۳, ۱۶–۱۴, ۷–۱۰, ۱۴–۲۴ |       |      |